# Psychotria smaragdina
Psychotria smaragdina är en måreväxtart som beskrevs av Paul Carpenter Standley. Psychotria smaragdina ingår i släktet Psychotria och familjen måreväxter. Inga underarter finns listade i Catalogue of Life.